# Я — беглый каторжник
«Я — беглый каторжник» (англ. I Am a Fugitive from a Chain Gang) — остросюжетный фильм режиссёра Мервина Лероя по автобиографическому произведению Роберта Эллиотта Бёрнса «Я — беглый каторжник из Джорджии». Главную роль исполнил Пол Муни. Премьера состоялась 10 ноября 1932 года.
Лента получила три номинации на премию «Оскар» — за лучший фильм, лучшую мужскую роль (Пол Муни) и лучшую запись звука (Натан Левинсон), а в 1991 году была включена в Национальный реестр фильмов.

## Сюжет
Сержант Джеймс Аллен возвращается с Первой мировой войны. Семья считает, что он должен быть благодарен за скучную конторскую службу, и обрушивается на Аллена, когда он объявляет, что хочет стать инженером. Аллен уходит из дома в поисках работы. Бродяжничая и погружаясь в нищету, он случайно попадается на ограблении; его приговаривают к десяти годам каторги, отличающейся на юге особой жестокостью.
Аллен сбегает и добирается до Чикаго, где достигает успеха в строительном бизнесе. Он заводит роман со своей квартирной хозяйкой Мари Вудс, которая, узнав его тайну, шантажирует его. Позже Аллен встречает девушку по имени Хелен. Когда он просит жену о разводе, она выдаёт его властям. Ему предлагают помилование в случае добровольной сдачи; Аллен соглашается, не подозревая, что это всего лишь приманка. Ему снова удаётся бежать…

## В ролях
- Пол Муни — Джеймс Аллен
- Гленда Фаррелл — Мари Вудс
- Хелен Винсон — Хелен
- Ноэль Фрэнсис — Линда
- Престон Фостер — Пит
- Аллен Дженкинс — Барни Сайкс
- Бертон Черчилл — судья
- Эдвард Эллис — Бомбер Уэллс
- Луиз Картер — миссис Аллен
- Роберт Уорик — Фуллер

В титрах не указаны
- Ирвинг Бейкон — Билл, парикмахер
- Дугласс Дамбрилл — окружной прокурор
- Чарльз Миддлтон — кондуктор в поезде

1. 1 2 3 4  Internet Movie Database (англ.) — 1990.